# Пластун (казак)

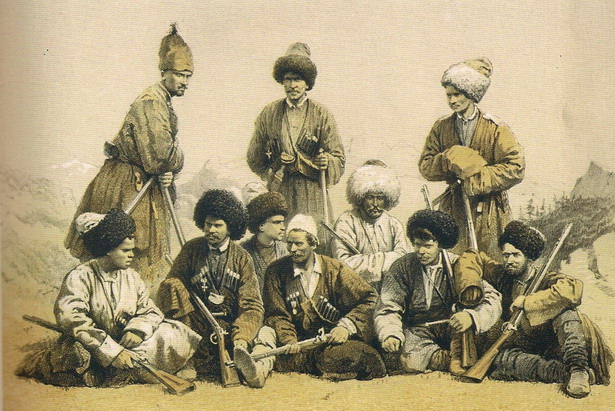
Черноморские пластуны.

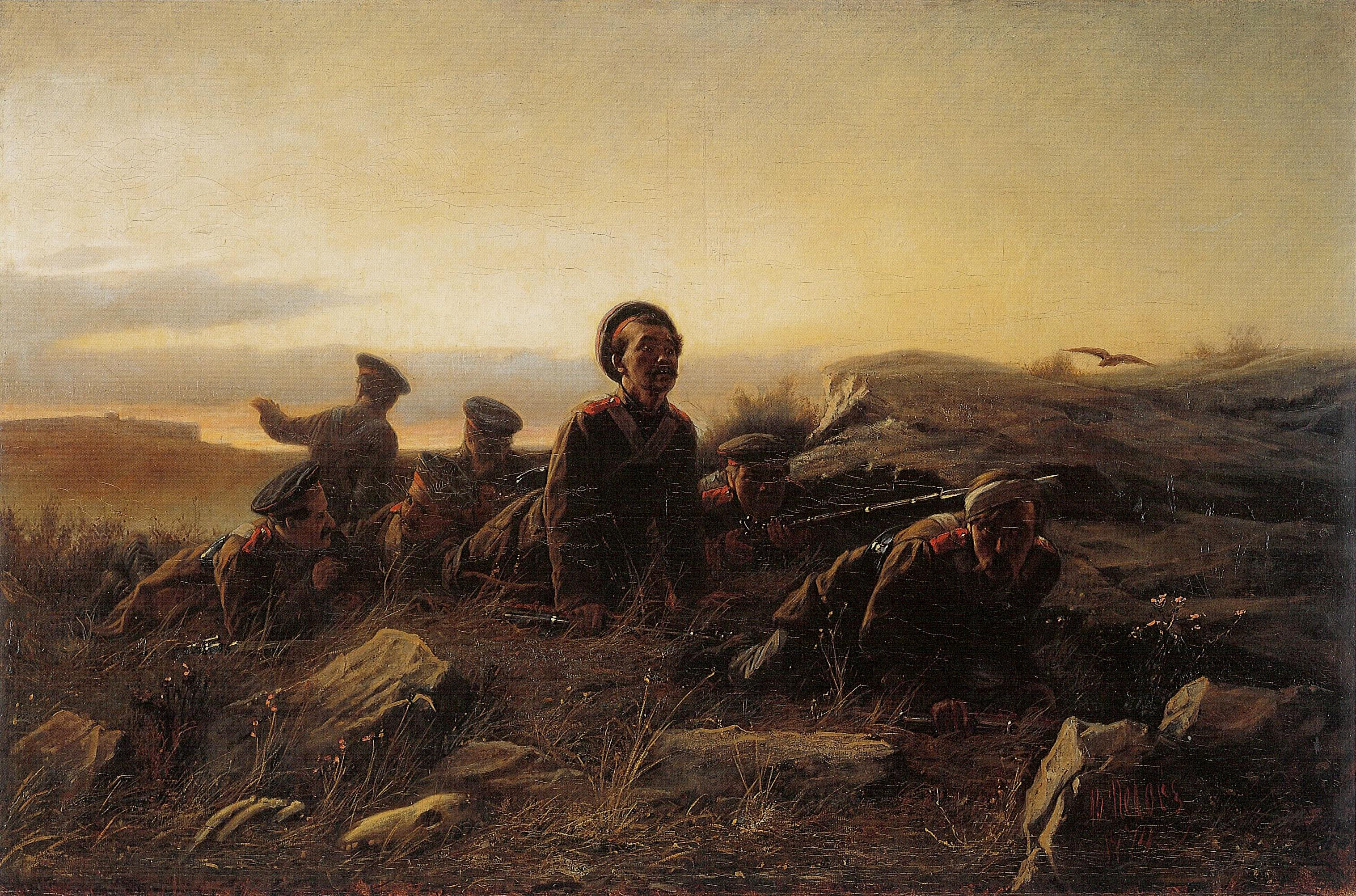
Картина В. Г. Перова, Пластуны под Севастополем, 1874 год.

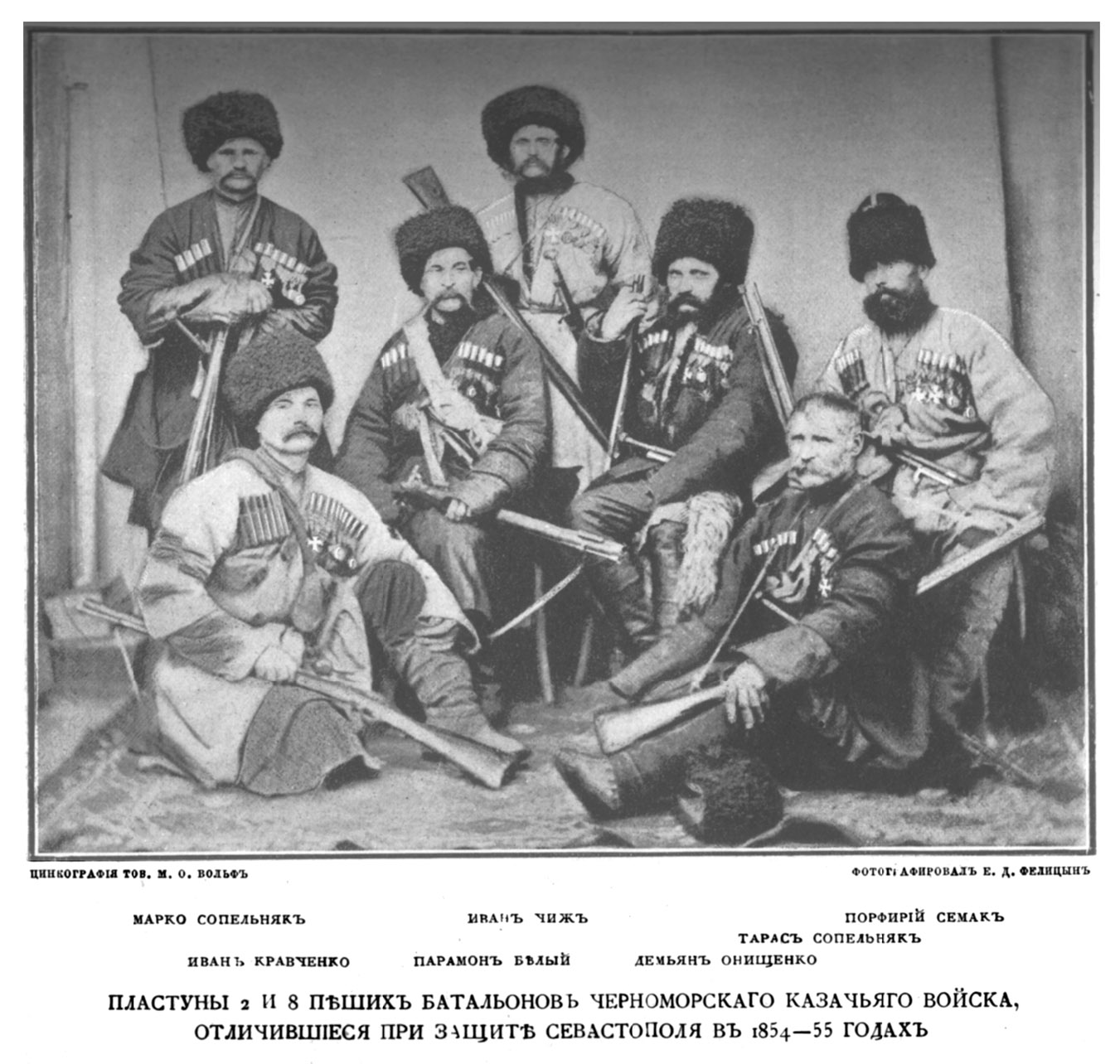
Фотография пластунов Черноморского казачьего войска, отличившихся при защите Севастополя в 1854—1855 гг.

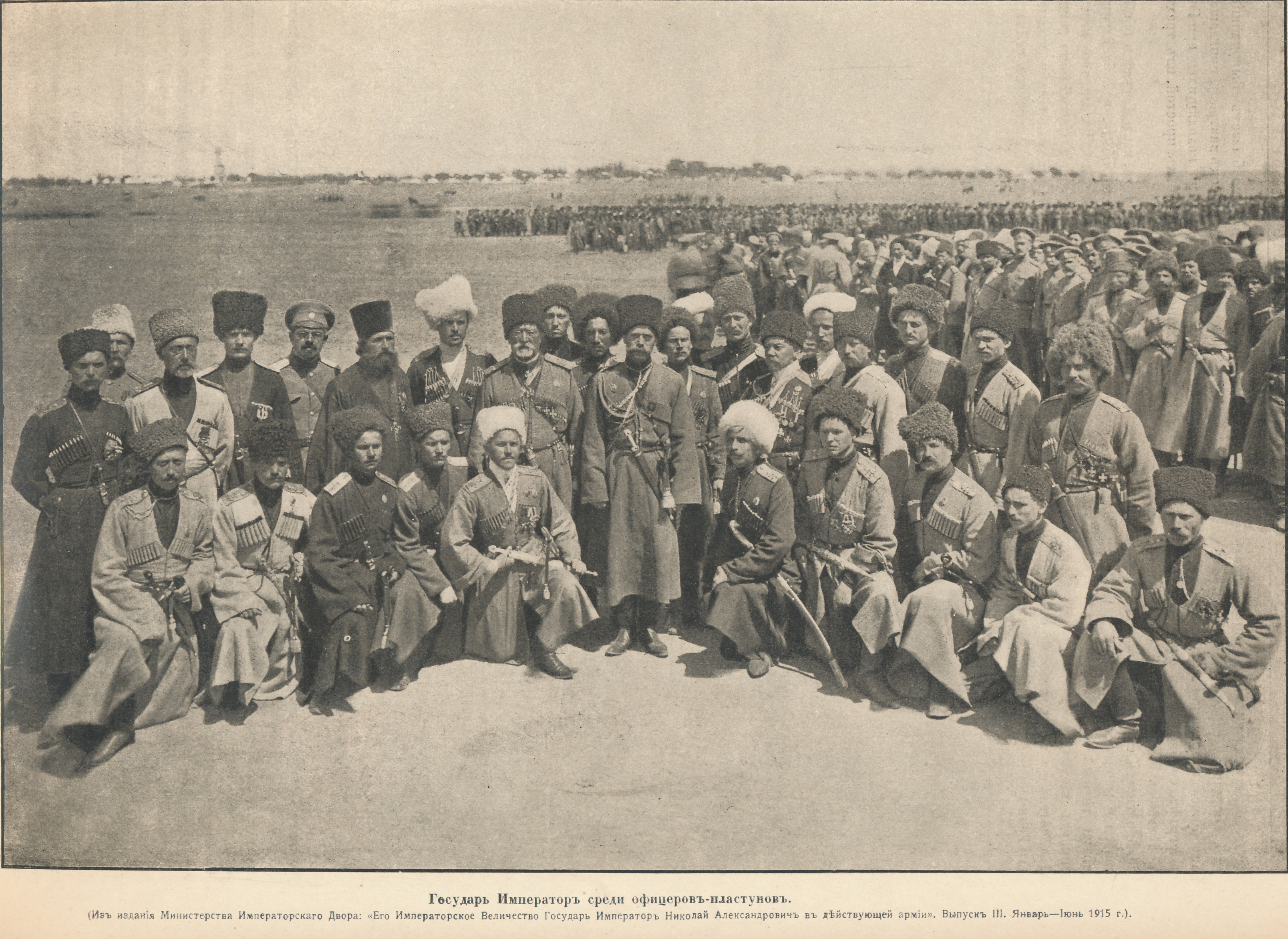
Николай II среди офицеров-пластунов, 1915 год.

Пласту́н (от «пласт», лежать пластом, пластоваться — ползти, ползать) — пеший казак в кубанском (ранее черноморском) войске из особой команды, несшей сторожевую и разведочную службу на Кубани. 

## История
Пластуны набирались из казаков, которые не могли приобрести боевого коня. По штату 1842 года пластунские команды были учреждены при пеших и конных частях черноморского войска. Пластуны Черноморской кордонной линии были вооружены нарезными штуцерами, к которым примыкались тесаки (присадные тесаки). Вне службы казаки-пластуны носили черкесскую одежду.
В журнале «Русский вестник», за 1867 год, видный российский военный деятель Р. А. Фадеев рекомендует формировать отборные стрелковые батальоны пластунов из профессиональных охотников, мотивируя это тем, что научить метко стрелять можно и обычных рекрутов, но их нельзя обучить беззвучному перемещению, способности пройти незамеченным, смекалке охотника, способности запоминать каждую тропинку, единожды пройденную, переправляться через реку вплавь, три дня неподвижно выслеживать цель, а затем так же внезапно её нейтрализовать, и другим навыкам, которыми обладает охотник и которые составляют натуру пластуна.
Пластуны как отдельные подразделения казачьих войск принимали активное участие в Кавказских войнах Российской империи, в обороне Севастополя в Крымской войне, русско-турецкой войне 1877—1878 годов, в русско-японской и Первой мировой войнах.
Во время Великой Отечественной войны название «пластунских» по традиции имели некоторые казачьи батальоны, полки и 9-я пластунская стрелковая дивизия.
По повести исторического писателя А. И. Сербы «Наш верх, пластун!» поставлен фильм «Неслужебное задание», действие которого происходит в Чехословакии в июне 1945 года.
В романе Петра Семеновича Вишневского "Перед грозой", посвященного Терскому казачеству, на смотре к безлошадным казакам (пластунам) станичники относились с презрением.
Кубанская станица Пластуновская получила своё название по одноименному куреню Сечи.
Сочинское село Пластунка получило название по первопоселенцам-пластунам.